# تيغنيف
تيغنيف هي إحدى بلديات ولاية معسكر الجزائرية شمال غرب البلاد.

## عدد السكان
بلغ عدد سكانها حسب إحصاء عام 1998 55.800 نسمة و62.210 نسمة في 2008 وبذلك تُعد ثاني أكبر بلدية في ولاية معسكر.

## الموقع
وتعلو فوق مستوى سطح الماء بنحو 500 متر.
وتبعد عن مقر معسكر الولاية بحوالي 20 كلم.
وهي محاطة بجبال بني شقران والمناور والبرج.
بها حديقتان طبيعيتان كبيرتان هما العين الكبيرة والعين الصغيرة وهما من أجمل معالم المدينة. كما ثبت تجريبيا ان مياه عين رقادة المتواجد مقرها ببلدية تيغنيف تصفي الكلى من الاحجار بنسبة 100% .

## تاريخ
لقد بينت الاكتشافات والحفريات التي جرت بالمنطقة العثور على مقبرة فيلة من النوع المنقرض الذي يطلق عليه الفيل الاطلنطي وعاش هذا الحيوان في عصور ما قبل التاريخ مما يدل على وجود حياة في هذه المنطقة منذ الاف السنين.
ويبقى الاكتشاف الأهم في التاريخ العالمي وكذا الوطني هو العثور على اقدم إنسان في شمال أفريقيا وهو رجل ما قبل التاريخ أو رجل الأطلس وقد أعلن عنه في أكتوبر 1952بعد دراسة الحفريات والأدوات المستعملة في ذاك العصر وذلك بحضور اربعين مختصا من انحاء العالم والدكتور ليكي مدير متحف نيروبي.
مدينة تيرنيفن أو تيغنيف كلمة بربرية تعني البركتين كان يقف عندهما الزوار منذ عهد الرستميين والموحدين ويقدر تاريخها باكثر من 500.000سنة.
يوجد بتيغنيف قرب معسكر موقع للحضارة الأشولية وجد به العديد من العظام الحيوانية والبشرية (3 فكوك سفلية، عظم جداري وبعض الأسنان) نسبة إلى جنس ونوع جديدين من قبل كميل أرامبورغ عام 1954 وهو الأتلانتروب. الفكوك ذات حجم كبير جداً وهو ما يشير إلى وجود بشر ضخام الجثث.
وجد بالموقع أيضاً آثار صناعة حجرية أشولينية تضم العديد من السواطير (بالإنجليزية: Cleaver (tool))‏ والفؤوس اليدوية

## الفلاحة
تشتهر بزراعة الكروم والبطاطا والزيتون وبها مخازن للحبوب وتبلغ مساحة اراضيها الفلاحية أكثر من 10330هكتار.
كما يوجد بتيغنيف واحد من أكبر أسواق الجملة بالغرب الجزائري بمساحة 14هكتار يوجد به باعة وعارضون للمنتوجات الفلاحية من مختلف بقاع الوطن يفتح السوق ابوابه 7 أيام في الاسبوع اما يوم الثلثاءهو اليوم الرسمي لفتحه

## الشوارع
- شارع فلسطين

## الأحياء
- حي بني جديد
- حي القيطنة
- حي سيدي عثمان
- حي السلام
- حي الحمروة
- حي بن بولعيد
- حي 402
- حي سيدي حمو
- حي سيدي سنوسي
- حي سيدي عقبة
- حي العتيقة
- حي العقيد لطفي 240
- حي 214
- حي 250 سكن
- حي التينيس
- حي الأمير